# Albert Aublet

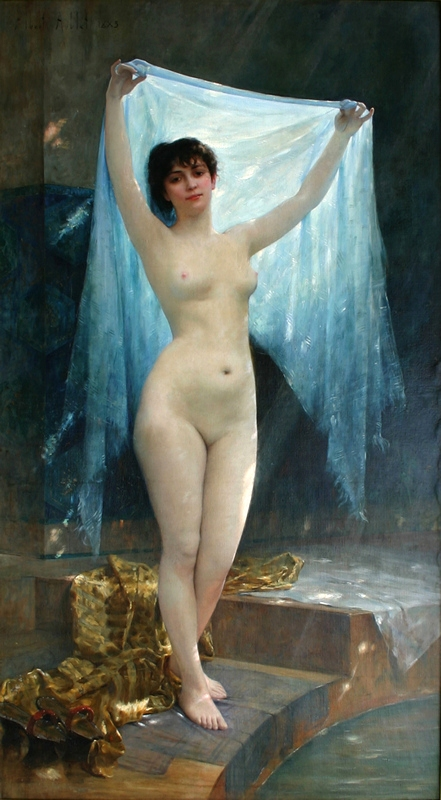
Orientale Schönheit (1888)

Albert Louis Aublet (* 18. Januar 1851 in Paris; † März 1938 in Neuilly-sur-Seine) war ein französischer Akt- und Genremaler sowie Maler des Orientalismus.
Aublet war als Schüler in den Ateliers von Claudius Jacquand und Jean-Léon Gérôme tätig.
Er zeigte ab 1873 seine Werke auf vielen Kunstausstellungen. Auf dem Pariser Salon 1879 erhielt er eine lobende Erwähnung und 1880 eine Medaille dritter Klasse sowie eine Goldmedaille auf der Weltausstellung Paris 1889 und eine kleine Goldmedaille auf der Großen Berliner Kunstausstellung 1901. Er stellte auch im Münchner Glaspalast aus. 1890 wurde er mit dem Ritterorden der Ehrenlegion ausgezeichnet.
Ab 1881 verbrachte er eine längere Zeit in Nordafrika, besonders in Tunesien, wo er zum Vorsitzenden des dortigen Künstlerverbandes gewählt wurde. Danach unternahm er eine Studienreise nach Konstantinopel. In Nordafrika und in der Türkei entstanden viele Bilder des orientalen Milieus. 
Er gilt als Vorbild von Monsieur Biche, einer Gestalt im Salon der Madame Verdurin aus Marcel Prousts Roman „Auf der Suche nach der verlorenen Zeit“.
Er wurde zum Professor an der École des beaux-arts de Paris berufen. 